# Giardino Alberto Moravia
Il giardino Alberto Moravia (ex parco Berna Ciclamini) è collocato nel Municipio 6 di Milano, in direzione del Lorenteggio e occupa l'area del Villaggio dei Fiori in via Primaticcio, collegandone con grandi prati il reticolo di viali.

## Storia
Le distruzioni belliche avevano provocato a Milano una drammatica crisi degli alloggi: il censimento del 1951 registrava ancora 160.000 abitanti sistemati in alloggi di fortuna. È in questo periodo che Milano costruisce i suoi grandi quartieri periferici, che si salderanno al nucleo urbano solo nel successivo periodo delle grandi migrazioni interne. Le "risposte" tecniche sono diverse: accanto agli agglomerati di palazzoni ripetitivi proliferano i quartieri delle cosiddette case minime, alloggi mono o bifamiliari costruite a schiera, senza fondamenta e con materiali diversi. Nell'area "Primaticcio", accanto alla via Lorenteggio, sul lato destro uscendo dalla città, a partire dal 1953 sorgerà, con questa tipologia, il Villaggio dei Fiori. Viene costruito a lotti, lungo strade strette, ognuna col nome di un fiore, senza servizi collettivi o aree verdi: a queste dovranno supplire i piccoli giardini che corredano ogni "casetta finlandese". Tra lotto e lotto residuano spazi e nel 1969, in occasione del primo intervento di riqualificazione del quartiere, partendo da uno di questi, si realizza il parco Berna Ciclamini. L'impianto è semplice: un viale con traverse per connettere gli spazi a prato, variamente piantumati, nei rettangoli che ne derivano.

## Flora e attrezzature

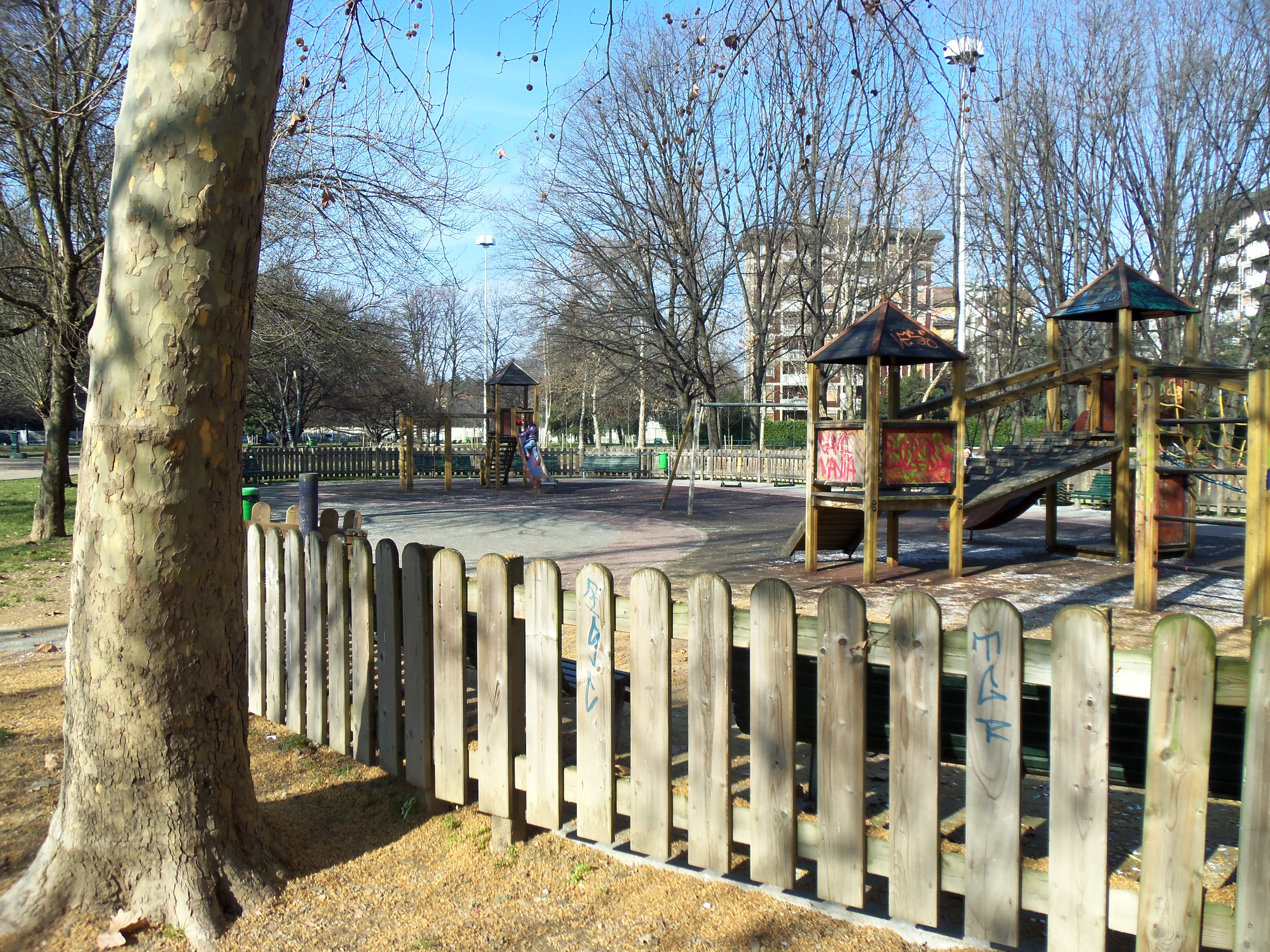
Un'area giochi cintata

Negli anni, gli interventi migliorativi sulle abitazioni e sul parco, ora dedicato allo scrittore Alberto Moravia (1907-1990), sono stati numerosi, ma non ne hanno sostanzialmente modificato l'impianto originario. Tra gli alberi, da segnalare alcuni faggi delle varietà "asplenifolia" e "purpurea" e un frondosissimo cedro dell'Atlante che sovrasta l'ingresso di via Berna. Tra le altre essenze, l'acero campestre, l'acero negundo, l'acero argentato e quello riccio, il bagolaro, la betulla bianca, il cedro dell'Himalaya, il ginkgo biloba, il fico comune; poi, il noce nero d'America, liquidambar, l'olmo, l'orniello, il platano comune, la quercia rossa, la sofora e il tiglio ibrido oltre ad alcune varietà di pini (pinus nigra e pino dell'Himalaya).
Numerose e ben ombreggiate le aree di sosta, generalmente lungo il perimetro, mentre un percorso jogging si snoda sull'intero parco; due le aree giochi per bambini e due anche gli spazi cintati per i cani, per complessivi 4000 metri quadrati e, ancora, un campo da basket, uno da pallavolo e due piste skating; sul lato orientale, verso via dei Ciclamini, un campo da calcio regolamentare, su cui opera l'Associazione Calcio Pietro Gobetti.